# روبي جيمس
روبي جيمس (بالإنجليزية: Robbie James)‏ (23 مارس 1957 بسوانزي في المملكة المتحدة - 18 فبراير 1998 في المملكة المتحدة) هو لاعب كرة قدم بريطاني في مركز الوسط. شارك مع منتخب ويلز لكرة القدم. أما مع النوادي، فقد لعب مع برادفورد سيتي وستوك سيتي وسوانزي سيتي وكارديف سيتي وكوينز بارك رينجرز وليستر سيتي ونادي باري تاون يونايتد ونادي سانت إيلي تاون ونادي ميرثير تيدفيل ‏.

## وصلات خارجية
- روبي جيمس على موقع الاتحاد الأوربي (الإنجليزية)
- روبي جيمس على موقع قاعدة بيانات كرة القدم.إي يو (الإنجليزية)
- روبي جيمس على موقع ناشيونال فوتبول تيمز (الإنجليزية)
- روبي جيمس على موقع عالم كرة القدم.نت (الإنجليزية)